# The Afghan Whigs
The Afghan Whigs är en amerikansk rockgrupp från Cincinnati, Ohio som bildades 1986.
De första tre skivorna gavs ut av Sub Pop innan bandet flyttade till ett större skivbolag.
Bandets frontman Greg Dulli fokuserade efter gruppens upplösning 2001 på sitt soloprojekt The Twilight Singers.
Dulli bildade även bandet The Gutter Twins tillsammans med Mark Lanegan.
I december 2011 meddelade bandet sin återförening.

## Diskografi
Studioalbum
- 1988 – Big Top Halloween
- 1990 – Up in It
- 1992 – Congregation
- 1993 – Gentlemen
- 1996 – Black Love
- 1998 – 1965
- 2014 – Do To The Beast
- 2017 – In Spades

EP
- 1992 – Uptown Avondale
- 1994 – What Jail Is Like EP
- 1994 – The B-Sides/The Conversation
- 1996 – Bonnie & Clyde EP
- 1998 – Live At Howlin’ Wolf

Samlingsalbum
- 1998 – Historectomy
- 2007 – Unbreakable: A Retrospective 1990–2006